# Campeonato Sul-Americano de Futebol de 1967
O Campeonato Sul-Americano de Futebol de 1967, foi a 29ª edição da competição entre seleções da América do Sul realizada entre 17 de janeiro e 2 de fevereiro de 1967. 
Participaram seis seleções: Argentina, Bolívia, Chile, Paraguai, Uruguai e participando pela primeira vez a Venezuela. A sede da disputa foi o Uruguai e a seleção anfitriã foi a campeã. 
O torneio se notabilizou pelo pequeno interesse, com públicos pequenos nos estádios e a desistência de muitos jogadores em participar. Brasil e Peru também não participaram.
Esta foi a última edição nos moldes de todos contra todos e a utilização do nome Campeonato Sul-Americano, a partir de 1975 o torneio passa a chamar-se Copa América. 

## Fase preliminar
- 30 de Novembro de 1966:  Chile 5-2  Colômbia
- 11 de Dezembro de 1966:  Colômbia 0-0  Chile

Classificado  Chile
- 21 de Dezembro de 1966:  Equador 2-2  Paraguai
- 28 de Dezembro de 1966:  Paraguai 3-1  Equador

Classificado  Paraguai
- Nota:Houve uma fase preliminar envolvendo quatro seleções e Chile e Paraguai classificaram-se para a disputa do Campeonato Sul-Americano.

## Organização

### Sede
| Montevideo         |
| ------------------ |
| Estádio Centenario |
| Capacidad: 65 235  |
|                    |

### Árbitros
- Roberto Goicochea.
- Eunápio de Queiroz.
- Mario Gasc.
- Enrique Marino.
- Isidro Ramírez.

## Tabela
- 17 de Janeiro:  Uruguai 4-0  Bolívia
- 18 de Janeiro:  Chile 2-0  Venezuela
- 18 de Janeiro:  Argentina 4-1  Paraguai
- 21 de Janeiro:  Uruguai 4-0  Venezuela
- 22 de Janeiro:  Argentina 1-0  Bolívia
- 22 de Janeiro:  Chile 4-2  Paraguai
- 25 de Janeiro:  Paraguai 1-0  Bolívia
- 25 de Janeiro:  Argentina 5-1  Venezuela
- 26 de Janeiro:  Uruguai 2-2  Chile
- 28 de Janeiro:  Venezuela 3-0  Bolívia
- 28 de Janeiro:  Argentina 2-0  Chile
- 29 de Janeiro:  Uruguai 2-0  Paraguai
- 1 de Fevereiro:  Chile 0-0  Bolívia
- 1 de Fevereiro:  Paraguai 5-3  Venezuela
- 2 de Fevereiro:  Uruguai 1-0  Argentina

## O jogo do título[2]
| 2 de fevereiro | Uruguai         | 1 – 0     | Argentina | Estádio Centenário, Montevideu      |
|                | Pedro Rocha 74' | Relatório |           | Público: 65 000 Árbitro: Mario Gasc |

Uruguai: Mazurkiewicz; Baeza, Varela, Cincunegui (Pablo Forlán) e Mujica; Carlos Paz e Salvá (Techera); Pérez, Pedro Rocha, Oyarbide (Vera) e Urruzmendi. Técnico: Juan Carlos Corazzo
Argentina: Roma; Calics, Marzolini, Acevedo e Albrecht; Rattin e Sarnari (Rojas); Bernao (Rafo), González, Artime e Más (Carone). Técnico: Jim López

## Classificação final
| Pos. | Seleção   | P | J | V | E | D | GP | GC | SG |
| ---- | --------- | - | - | - | - | - | -- | -- | -- |
| 1    | Uruguai   | 9 | 5 | 4 | 1 | 0 | 13 | 2  | 11 |
| 2    | Argentina | 8 | 5 | 4 | 0 | 1 | 12 | 3  | 9  |
| 3    | Chile     | 6 | 5 | 2 | 2 | 1 | 8  | 6  | 2  |
| 4    | Paraguai  | 4 | 5 | 2 | 0 | 3 | 9  | 13 | -4 |
| 5    | Venezuela | 2 | 5 | 1 | 0 | 4 | 7  | 16 | -9 |
| 6    | Bolívia   | 1 | 5 | 0 | 1 | 4 | 0  | 9  | -9 |

| Campeonato Sul-Americano de 1967 |
| -------------------------------- |
| Uruguai Campeão (11º título)     |

### Goleadores
| Jogador          | Seleção | Gols |
| ---------------- | ------- | ---- |
| Luis Artime      | ARG     | 5    |
| Jorge Oyarbide   | URU     | 4    |
| Rubén Marcos     | CHI     | 3    |
| Pedro Araya Toro | CHI     | 3    |
| Julio Gallardo   | CHI     | 3    |
| Pedro Rocha      | URU     | 3    |
| José Urruzmendi  | URU     | 3    |
| Rafael Santana   | VEN     | 3    |

### Melhor jogador do torneio
- Pedro Rocha